# شیم اون وو
شیم اون وو (کره‌ای: 심은우؛ زادهٔ پارک سو ری در ۲ ژوئن ۱۹۹۲) بازیگر اهل کره جنوبی است. او در مجموعه‌های تلویزیونی شریک مشکوک (۲۰۱۷)، رادیو عاشقانه (۲۰۱۸) و سرگذشت آسدال (۲۰۱۹) و دنیای متأهلی (۲۰۲۰) ایفای نقش کرده‌است.

## فیلم‌شناسی

### فیلم
| سال  | عنوان          | نقش      | منابع       |
| ---- | -------------- | -------- | ----------- |
| ۲۰۱۶ | ملکه پیاده‌روی  | لی ها نی |             |
| ۲۰۱۸ | ۶۰ روز تابستان | کا نول   |             |
| ۲۰۲۲ | سیره           | هه می    | [ ۳ ] [ ۴ ] |

### مجموعه تلویزیونی
| سال               | عنوان                         | نقش             | توضیحات                  | منابع |
| ----------------- | ----------------------------- | --------------- | ------------------------ | ----- |
| ۲۰۱۶              | تحت تعقیب                     | لی جی اون       |                          |       |
| ۲۰۱۷              | شریک مشکوک                    | هونگ چا اون     |                          |       |
| ۲۰۱۷              | شورشی: دزدی که از مردم می‌دزدد | زن شمن          |                          |       |
| ۲۰۱۸              | کمتر از شیطان                 | جون جو یون      |                          |       |
| ۲۰۱۸              | رادیو عاشقانه                 | گامون (خشکسالی) |                          |       |
| ۲۰۱۹              | سرگذشت آسدال                  | تاپین           |                          |       |
| خاطرات یک دادستان | یه ریم                        |                 |                          |       |
| ۲۰۲۰              | دنیای متأهلی                  | مین هیون سو     |                          | [ ۲ ] |
| ۲۰۲۱              | عضوی از صحنه عاشقانه          | لی ها رام       | قسمت: «صحنه عاشقانه #۲۹» | [ ۵ ] |
| ۲۰۲۱              | پرواز پروانه‌ها                |                 |                          | [ ۶ ] |